# 伊保田港
伊保田港（いほたこう）は、山口県大島郡周防大島町伊保田にある地方港湾。港湾管理者は山口県。
屋代島（周防大島）の東端かつ山口県の東端に位置する港であり、昔から海上交通の要衝として整備されてきた。現在は柳井港（山口県柳井市） - 松山（三津浜）港（愛媛県松山市）間を結ぶ周防大島 松山フェリー（防予フェリーグループ）のフェリーが寄港し、本土・四国と周防大島を結んでいる。かつては同社の岩国港（山口県岩国市） - 松山（三津浜）港間を結ぶ高速艇が伊保田港に寄港していたが、現在は航路そのものが廃止となっている。
また、伊保田港からは周防大島町の離島である情島（なさけじま）への町営の離島航路が一日5往復発着している。
また、周防大島島内を横断する国道437号は松山港と伊保田港の間が海上区間となっており、伊保田港が山口県区間の実質的な起点となっている。